# Thaddeus Radzilowski

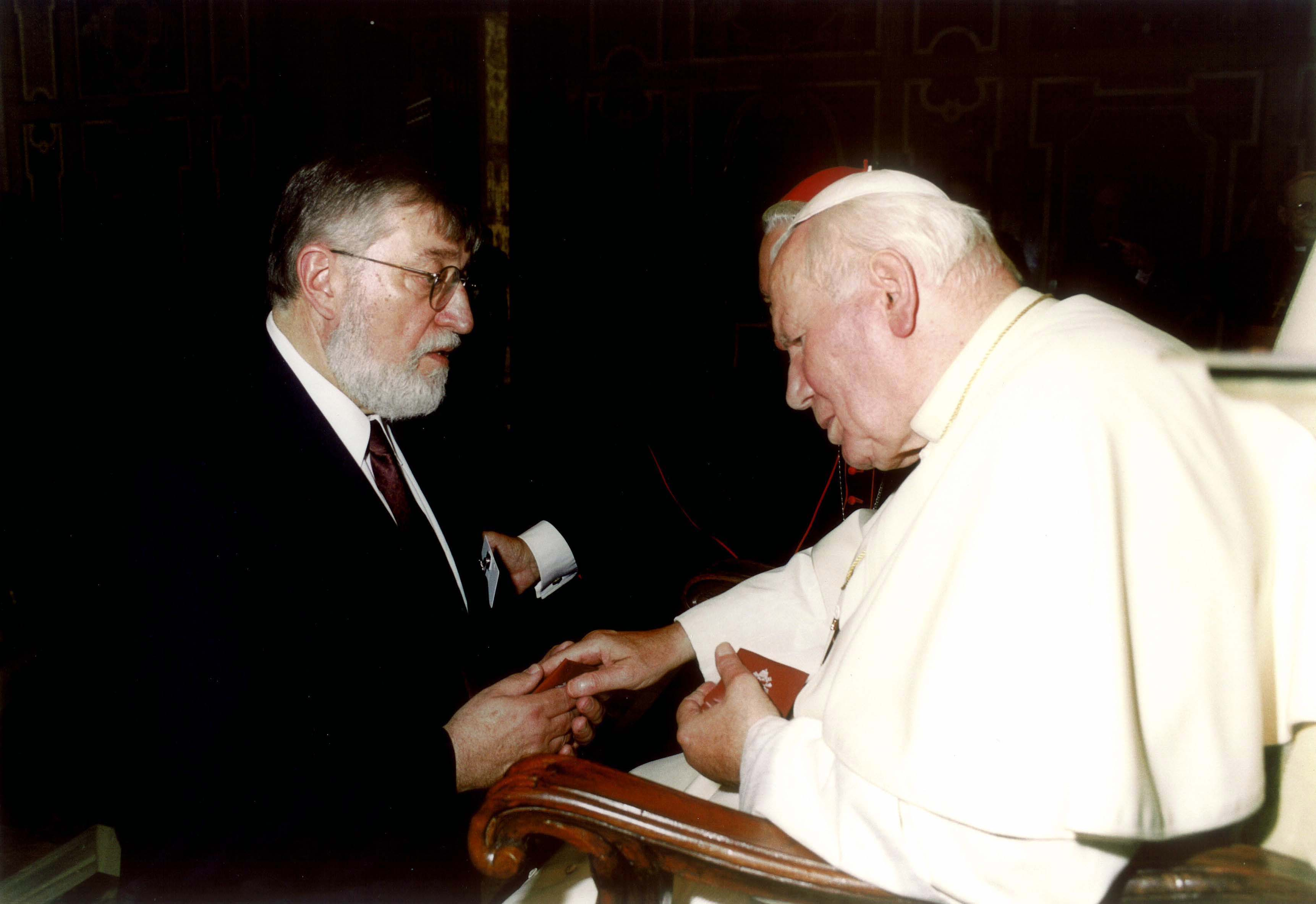
Thaddeus Radzilowski na audiencji u papieża Jana Pawła II w Watykanie

Thaddeus Casimir Radzilowski, pol. Tadeusz Kazimierz Radziłowski (ur. 4 lutego 1938 w Detroit, zm. 20 lipca 2018 w West Bloomfield, Michigan) – amerykański historyk polskiego pochodzenia specjalizujący się w tematyce dziejów Polski, Europy Środkowej i Wschodniej oraz migracji ludności, profesor akademicki, poliglota, autor licznych publikacji naukowych, badacz i działacz polonijny, założyciel i pierwszy prezydent polsko-amerykańskiego Piast Institute, członek korespondencyjny Polskiej Akademii Nauk.

## Życiorys

### Pochodzenie
Syn Hieronima i Genowefy Ochałek-Radziłowskiej. Wnuk Jana i Ewy Fugiel-Ochałek oraz Stanisława Radziłowskiego. Jego przodkowie wyemigrowali z Polski do USA pod koniec XIX wieku. Rodzina od strony matki pochodziła z okolic Jasła (ówczesna Galicja), a dokładniej z miejscowości Bączal Dolny, gdzie w 1892 roku przyszła na świat jego babka Ewa. Tam też w miejscowej parafii została ochrzczona.

### Edukacja i kariera zawodowa
Będąc nastolatkiem jako ministrant posługiwał przy parafii św. Floriana w Hamtramck. W 1959 roku uzyskał licencjat, a następnie tytuł magistra na Wayne State University w Detroit. W latach 1961–1963 pełnił służbę wojskową w United States Army na misji w Wietnamie i w amerykańskiej bazie na wyspie Okinawa. Studia doktoranckie z zakresu historii ukończył na Uniwersytecie Michigan i w 1971 obronił doktorat. Przez wiele lat jako asystent, a następnie profesor wykładał na amerykańskich i zagranicznych uniwersytetach, w tym: w Heidelberg College, Madonna University i Southwest Minnesota State University (SMSU), gdzie pełnił funkcję dziekana Wydziału Historii, dyrektora Regionalnego Centrum Historycznego i wicedziekana ds. Naukowych i Studenckich, Uniwersytecie Ekonomicznym w Wiedniu, a także na Uniwersytecie Jagiellońskim w Krakowie. Członek wielu fundacji i instytucji polonijnych, w tym m.in.: Fundacji Kościuszkowskiej, Muzeum Polskiego w Ameryce, Związku Narodowego Polski, Kongresu Polonii Amerykańskiej, Polskiego Instytutu Naukowego oraz Zjednoczenia Polskiego Rzymsko-Katolickiego. Doradca w amerykańskich agencjach rządowych, w tym: United States Census Bureau, U.S. Commission on Civil Rights i National Endowment for the Humanities. Od 1997 r. profesor emerytowany Uniwersytetu w Minnesocie. W latach 1995–2003 był rektorem Saint Mary’s College Of Ave Maria University w Orchard Lake. W 1985 roku piastował stanowisko prezesa stowarzyszenia naukowego Polish American Historical Association. Ponadto był wykładowcą w randze profesora wizytującego University of Michigan-Dearborn.
W 2003 roku założył Piast Institute – największą organizację pozarządową w Stanach Zjednoczonych, która zajmuje się sprawami Polonii i Amerykanów polskiego pochodzenia. Był członkiem korespondentem PAN, a także konsultantem i doradcą w kilku amerykańskich produkcjach telewizyjnych i radiowych: Out of Solidarity: Three Polish Families in America (1986) i Dealers among Dealers (1995). Biegle posługiwał się językami: angielskim, polskim, francuskim i rosyjskim.

### Śmierć i pogrzeb
Zmarł 20 lipca 2018 o godzinie 9:15 czasu miejscowego w szpitalu w West Bloomfield w Hrabstwie Oakland (stan Michigan). Jego pogrzeb odbył się w 25 lipca. Pochowany został na cmentarzu Holy Sepulchre w Southfield.

### Reakcje po śmierci
Śmierć Thaddeusa Radzilowskiego została zauważona przez amerykańskie i polskie media lokalne, ogólnokrajowe oraz społecznościowe, a także struktury państwowe, w tym Ambasadę RP w Stanach Zjednoczonych oraz polskiego ambasadora prof. Piotra Wilczka m.in. na Twitterze. Ponadto miasto Hamtramck, w którym siedzibę ma Piast Institute (Instytut Piastowski) w geście żałoby postanowiło opuścić flagi do połowy masztu.

## Życie prywatne
W 1964 roku zawarł związek małżeński z Katarzyną z domu Pilską. Miał trzech synów: Johna (profesora i historyka), Paula (profesora nadzwyczajnego Madonna University) i Stefana. Był silnie związany z rodzinnymi stronami swoich przodków. Tereny te odwiedził kilkukrotnie podczas swoich pobytów w Polsce, w tym także w czasie wykładów z zakresu migracji i przemieszczania się ludności na Uniwersytecie Jagiellońskim.

## Publikacje
- State and Revolution in Russian and Soviet Historiography, 1978
- Out of Solidarity: The Polish Families in America, 1987
- The Meaning of Russian History, 1994
- wiele artykułów tematycznych z zakresu historii i co najmniej 3 skrypty radiowe

## Nagrody i odznaczenia
- Laureat statuetki „Wybitny Polak” w kategorii Nauka Godła Teraz Polska edycji amerykańskiej[22], 2016,
- Lech Walesa Media Award[23], 2013,
- Laureat nagrody specjalnej Distinguished Faculty Award at Southwest State University,
- Krzyż Kawalerski Orderu Zasługi Rzeczypospolitej Polskiej[24] (rok nadania: 1999).